# ایوانه پتریسی
ایوانِ چیمْچیمِلی (به گرجی: იოანე ჭიმჭიმელი) معروف به ایوانِ پِتْریسی یا ایوانه پِتْریتْسی (به گرجی: იოანე პეტრიწი) (درگذشت: ۱۱۲۵ میلادی) یک مترجم، ادیب و فیلسوف نوافلاطونی گرجی بوده که در قرن‌های ۱۱ و ۱۲ میلادی در امپراتوری روم شرقی و پادشاهی متحد گرجستان فعالیت داشته و فرهنگستان گرجی گلاتی را در گرجستان بنیان نهاده‌است.

## زندگی
زندگی پتریسی وقف تأسیس یک مکتب ملی گرجی دربارهٔ فلسفهٔ ماوراءالطبیعه شد، تا بتواند استدلال را با الهام آشتی دهد و اصول عیسوی را با تعالیم فیلسوفان یونانی به ویژه افلاطون، هماهنگ سازد. او در فرهنگستان مانگانا در قسطنطنیه به کسب علم پرداخت و استادانش یکی جان ایتالوس و دیگری مایکل پسلوس بود که احترام به افلاطون و حکمای باستان را احیا کرد و انسان‌گرایی را بنیاد نهاد. ایوانه در حدود سال ۱۰۷۶ به گرجستان بازگشت ولی مانند استادان بیزانسی خود، عقایدش را در میان عقاید کلیسا ناسازگار دیده و خود را بیگانه یافت.

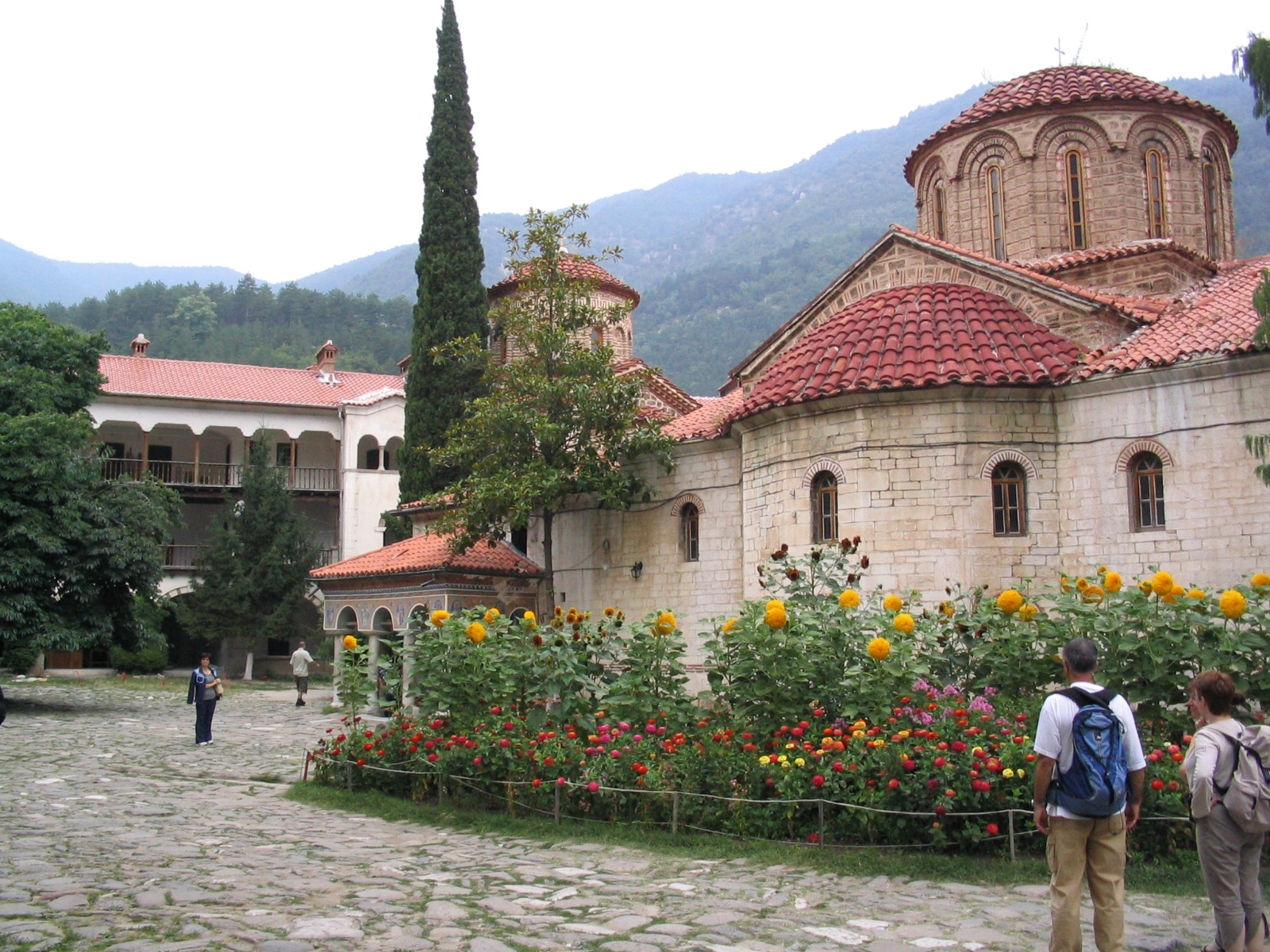
صومعهٔ پتریسیونی در بلغارستان

در سال ۱۰۸۳ او توسط یکی از افراد گرجی مشغول در ارتش و نظام سیاسی امپراتوری بیزانس به نام گریگول باکوریانیسدزه دعوت شد تا به انجمن تازه تأسیس پتریسیونی در صومعه گرجی پتریتسیونی باخکووو بلغارستان بپیوندد. او چند سال از عمر خود را در بلغارستان به تحصیل و تدریس فلسفه گذراند تا اینکه سر انجام با مقامات کلیسای ارتدکس گرجی آشتی کرد و تحت حمایت داویت چهارم پادشاه وقت گرجستان در تأسیس فرهنگستان گرجی گلاتی سهم عمده‌ای بر عهده گرفت.

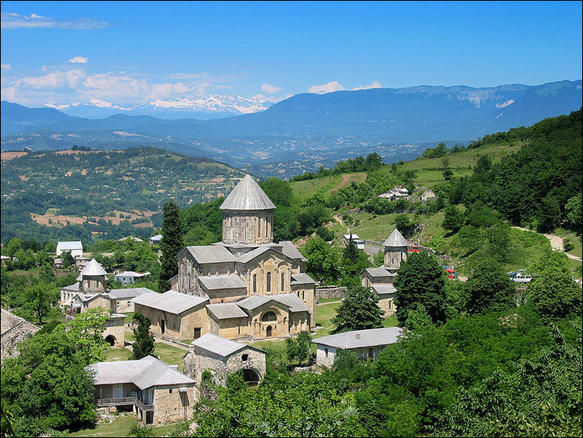
صومعهٔ گلاتی در گرجستان

پتریسی شخصی دلیر و مبتکر و شاید با استعدادترین فیلسوفی به‌شمار می‌رفت که گرجستان تا آن هنگام در دامن خود پرورده بود، وی اظهار داشت که می‌خواهد آتنه، هرمس و پرومته را به منظور تفسیر پیام آسمانی «کلمهٔ عالی» یعنی عیسی مسیح، به کمک خود بطلبد و دین مسیحیت را با عالی‌ترین شکل فلسفهٔ باستان هماهنگ سازد. او در صدد برآمد آشتی پذیرها را با هم آشتی دهد و ناگزیر نوشته‌های او در میان حکمای اسکولاستیک مخالفت‌هایی را برانگیخت تا اینکه در سدهٔ هجدهم جاثلیق پاتریارک آنتون یکم، پتریسی را مورد توجه خود قرار داد و گفت: «او فیلسوفی خداشناس و خورشید ملت ماست». این فتوا را حاکمان معاصر، کاملاً تأیید می‌کنند.

## آثار
پتریسی نخستین گرجی ای بود که به‌طور مستقیم به دو فیسلسوف یونان باستان یعنی افلاطون و ارسطو رجوع کرد و دو کتاب ارسطو را به گرجی ترجمه کرد (این دو ترجمه از دست رفته‌است) و همچنین دو اثر نوافلاطونی تححت عنوان «دربارهٔ طبیعت بشر» از نمسیوس را ترجمه کرد تا یک نظام انسان‌شناسی را مبتنی بر فلسفهٔ عیسوی و وابسته به اصول پیشاوجودی افلاطونی تألیف کند. او همچنین کتاب «عناصر الهیات» اثر پروکلس لیکایوس را ترجمه کرد و تفسیری مفصل بر آن نوشت. ترجمهٔ پتریسی، بر پایهٔ نسخه‌های باستانی، مورد استفادهٔ ناشر بریتانیایی به نام «دودز» قرار گرفت و تفسیر او خواننده را به یاد بلوغ فلسفی و امکان استقلال در قلمرو ماوراءالطبیعه در گرجستان می‌اندازد.